# Hydrotrephes
Hydrotrephes is een geslacht van wantsen uit de familie van de Helotrephidae. Het geslacht werd voor het eerst wetenschappelijk beschreven door China in 1935.

## Soorten
Het genus bevat de volgende soorten:

- Hydrotrephes angulatus (China, 1930)
- Hydrotrephes appendiculatus Zettel, 2004
- Hydrotrephes balnearius (Bergroth, 1918)
- Hydrotrephes benomensis Zettel, 2009
- Hydrotrephes bicolanus Zettel, 2003
- Hydrotrephes bouvieri (Kirkaldy, 1904)
- Hydrotrephes busuanganus Zettel, 2003
- Hydrotrephes celebensis J. Polhemus, 1997
- Hydrotrephes corporaali (China, 1930)
- Hydrotrephes flavus Zettel, 2001
- Hydrotrephes freitagi Zettel, 2009
- Hydrotrephes grabenwegeri Zettel, 2000
- Hydrotrephes hybridus Zettel, 2000
- Hydrotrephes ilocanus Zettel, 2004
- Hydrotrephes intermixtus Zettel, 2000
- Hydrotrephes jani Zettel, 2000
- Hydrotrephes kalimantanensis Zettel, 2000
- Hydrotrephes kamarora J. Polhemus, 1997
- Hydrotrephes kirkaldyi (Esaki & China, 1928)
- Hydrotrephes langkawicus Zettel & Tran, 2009
- Hydrotrephes luaae Zettel, 2001
- Hydrotrephes maculatus Papáček & Kovac, 2001
- Hydrotrephes mamasanus Zettel, 2004
- Hydrotrephes marana J. Polhemus, 1997
- Hydrotrephes martini (Kirkaldy, 1904)
- Hydrotrephes masbatensis Zettel, 2003
- Hydrotrephes mexon Nieser & Chen, 1999
- Hydrotrephes milanae Zettel, 2003
- Hydrotrephes minutus Zettel, 2003
- Hydrotrephes mireki Zettel, 2009
- Hydrotrephes mirus Zettel, 1998
- Hydrotrephes mixtus Papáček & Kovac, 2001
- Hydrotrephes nieseri J. Polhemus, 1997
- Hydrotrephes nitidulus Zettel, 2001
- Hydrotrephes ornatus Zettel, 2003
- Hydrotrephes otoeis Nieser & Chen, 1999
- Hydrotrephes palawanensis Zettel, 2003
- Hydrotrephes pardalos Nieser & Chen, 1999
- Hydrotrephes philippinus Zettel, 2003
- Hydrotrephes polhemi Nieser & Chen, 1999
- Hydrotrephes rarus Zettel, 2000
- Hydrotrephes sallyae Zettel, 2003
- Hydrotrephes samarensis Zettel, 2003
- Hydrotrephes sarawakensis Zettel, 2000
- Hydrotrephes schillhammeri Zettel, 1998
- Hydrotrephes schoedli Zettel, 2004
- Hydrotrephes septentrionalis Zettel, 1998
- Hydrotrephes sitesi Zettel, 2005
- Hydrotrephes stereoides Zettel, 2003
- Hydrotrephes stereos Nieser & Chen, 1999
- Hydrotrephes taweli J. Polhemus, 1997
- Hydrotrephes variegatus J. Polhemus, 1997
- Hydrotrephes viriosus J. Polhemus, 1997
- Hydrotrephes visayesensis Zettel, 2003
- Hydrotrephes vulcanus Zettel, 2003
- Hydrotrephes yangae Zettel, 2000
- Hydrotrephes yupae Zettel, 1998
- Hydrotrephes zetteli Nieser & Chen, 1999